# Sous le ciel de Sicile
Pour plus de détails, voir Fiche technique et Distribution.
Sous le ciel de Sicile (Perdutoamor), est film autobiographique italien de Franco Battiato sorti en 2003.
Le film a marqué les débuts comme metteur en scène de l'auteur-compositeur-interprète Franco Battiato,. Pour ce film, il a remporté le Nastro d'Argento du meilleur nouveau réalisateur.

## Synopsis
L'histoire se déroule en trois « temps narratifs » qui tournent autour du personnage principal, Ettore Corvaja, d'abord dans les années 1950, depuis l'adolescence en Sicile et une famille perdue entre la réalité et le rêve, instruit par un aristocrate cultivé du pays.
Dans la deuxième partie, le protagoniste adulte se retrouve étudiant au milieu du miracle économique des années 1960.
Dans la dernière partie, il s'installe à Milan, une ville agitée et pleine de ferments. C'est avec suspicion qu'Ettore, écrivain en herbe, entre dans le monde de la musique. Mais il connaît aussi un autre monde grâce à un groupe ésotérique qu'il fréquente, faisant la découverte de lui-même.

## Fiche technique
- Titre original : Perduto amor ou Perdutoamor[4]
- Titre français : Sous le ciel de Sicile[5]
- Réalisation : Franco Battiato
- Scénario : Franco Battiato et Manlio Sgalambro
- Photographie : Marco Pontecorvo
- Montage : Isabelle Proust
- Musique : Salvatore Adamo
- Décors : Francesco Frigeri
- Costumes : Gabriella Pescucci
- Sociétés de production : L'Ottava, Sidecar
- Pays de production : Italie
- Langue originale : italien
- Format : couleur - 1,85:1
- Durée : 100 minutes
- Genre : drame
- Dates de sortie :
  - Italie : 16 mai 2003
  - France : 17 mai 2022 (directement en vidéo)

## Distribution
- Corrado Fortuna : Ettore
- Donatella Finocchiaro : Maria
- Anna Maria Gherardi : Augusta
- Lucia Sardo : Nerina
- Ninni Bruschetta : Luigi
- Tiziana Lodato : La Vivace
- Gabriele Ferzetti : Tommaso Pasini
- Nicole Grimaudo : Raffaella
- Rada Rassimov : Clara Pasini
- Luca Vitrano : Ettore enfant
- Manlio Sgalambro : Martino Alliata
- Elisabetta Sgarbi : Elisabetta Gaia
- Francesco De Gregori : Francesco d'